# Cucumis clavipetiolatus
Cucumis clavipetiolatus är en gurkväxtart som först beskrevs av Joseph Harold Kirkbride, och fick sitt nu gällande namn av Ghebret. och Thulin. Cucumis clavipetiolatus ingår i släktet gurkor, och familjen gurkväxter. Inga underarter finns listade i Catalogue of Life.